# Soulaucourt-sur-Mouzon
Soulaucourt-sur-Mouzon – miejscowość i gmina we Francji, w regionie Grand Est, w departamencie Górna Marna.
Według danych na rok 1990 gminę zamieszkiwały 122 osoby, a gęstość zaludnienia wynosiła 13 osób/km².